# Phil Bauhaus
Phil Bauhaus (Bocholt, Rin del Nord-Westfàlia, 8 de juliol de 1994) és un ciclista alemany. Actualment corre a l'equip Bahrain Victorious. El principal èxit esportiu és el Tour d'Aràbia Saudita del 2020.

## Palmarès
- 2013
  - Vencedor d'una etapa a la Volta a Bulgària
- 2014
  - 1r a la Skive-Løbet
  - 1r a la Kernen Omloop Echt-Susteren
  - Vencedor de 2 etapes a la Volta a Portugal
  - Vencedor d'una etapa al Baltic Chain Tour
- 2016
  - Vencedor d'una etapa al Tour de l'Azerbaidjan
  - Vencedor d'una etapa a la Volta de l'Alta Àustria
  - Vencedor d'una etapa a la Volta a Dinamarca
- 2018
  - Vencedor d'una etapa a l'Abu Dhabi Tour
- 2019
  - 1r a la Copa Bernocchi
- 2020
  - 1r al Tour d'Aràbia Saudita i vencedor de 2 etapes
- 2021
  - Vencedor d'una etapa al Tour La Provence
  - Vencedor de 2 etapes a la Volta a Hongria
  - Vencedor de 2 etapes a la Volta a Eslovènia
  - Vencedor d'una etapa a la Volta a Polònia
  - Vencedor d'una etapa a la Volta a Croàcia
- 2022
  - Vencedor d'una etapa a la Tirrena-Adriàtica
  - Vencedor d'una etapa a la Volta a Polònia
- 2023
  - Vencedor d'una etapa al Tour Down Under
- 2024
  - Vencedor d'una etapa a la Tirrena-Adriàtica
  - Vencedor d'una etapa de la Volta a Eslovènia

### Resultats al Giro d'Itàlia
- 2017. Abandona (17a etapa)
- 2022. 138è de la classificació general

### Resultats a la Volta a Espanya
- 2019. Abandona (9a etapa)

### Resultats al Tour de França
- 2023. Abandona (17a etapa)